# Саркізов-Серазіні Іван Михайлович

Саркізов-Серозіні Іван Михайлович

Саркізов-Серозіні Іван Михайлович (18 липня (30 липня за новим стилем) 1887 року Ялта — 18 березня 1964 року, Москва) — радянський учений, доктор медичних наук (1938), професор (1946); заслужений діяч науки РРФСР (1957); один з основоположників лікувальної фізкультури та спортивної медицини в СРСР.

## З біографії
Народився в сім'ї рибалки. Закінчив шестикласне училище в м. Феодосія; пізніше плавав юнгою на океанських суднах. З 1906 р. працював помічником провізора в м. Харків. 
У 1916—1922 рр. навчався на медичному факультеті Московського університету. З 1923 р. працював у Московському інституті фізкультури (пізніше — Державний центральний інститут фізичної культури СРСР), де організував курси зі спортивного та лікувального масажу; у 1944—1964 рр. — завідувач кафедри лікувальної фізкультури і спортивного масажу. Доктор медичних наук (з 1938), професор (з 1946), заслужений діяч науки РРФСР (з 1957). Відзначений урядовими нагородами. 
Помер у м. Москва, похований на Новодівочому цвинтарі.

## Науковий доробок
Наукові і науково-популярні праці з питань методики лікувальної фізкультури, спортивного масажу, курортології, фізіотерапії, кліматотерапії, загартовування, геронтології: «Лікуйтеся сонцем» (1925), «Моря і річки як джерело здоров'я» (1925), «Загартовування організму сонцем, повітрям та водою» (1927), «Принципи організації фізкультури на курортах» (1927), «Методика й техніка спортивного масажу» (1937), «Методика самомасажу» (1938), «Основи загартовування і профілактика відморожувань» (1941), «Фізичні вправи і здоров'я ампутованих» (1945), «Загартовуйте свій організм» (1954), «Про фізичне виховання трудящих середнього і старшого віку» (1955), «Спортивний масаж» (1957), «Шлях до здоров'я, сили й довгого життя» (1957), «Фізична культура в похилому віці» (1962), «Людина повинна бути здоровою» (1964) та ін. Відомий також як письменник — повісті «Пригоди Сенька-Жоха» (1928), «Над блакитною затокою» (1928), «Нащадок венеціанського дожа» (1929) та ін. Залишив спогади — «Стара Феодосія» (1932), «Під небом Італії» (1957) та ін.